# Traulia philippina
Traulia philippina är en insektsart som beskrevs av Bolívar, C. 1917. Traulia philippina ingår i släktet Traulia och familjen gräshoppor. Inga underarter finns listade i Catalogue of Life.